# BD+60 1417
BD+60 1417 — кратная звезда в созвездии Большой Медведицы на расстоянии приблизительно 147 световых лет (около 45 парсек) от Солнца. Возраст звезды определён как около 100 млн лет.
Объект околопланетной массы BD+60 1417 b открыт гражданской научной группой «Задворки миров: Девятая планета» в 2021 году.

## Характеристики
Первый компонент (WDS J12436+6001A) — оранжевый карлик спектрального класса K0. Видимая звёздная величина звезды — +9,37m. Масса — около 1 солнечной, радиус — около 0,8 солнечного, светимость — около 0,358 солнечной. Эффективная температура — около 4908 K.
Второй компонент (BD+60 1417 b) — коричневый карлик. Масса — около 15 юпитерианских, радиус — около 1,31 юпитерианского. Эффективная температура — около 1303 K. Удалён в среднем на 1662 а.е..
Третий компонент (WDS J12436+6001B). Видимая звёздная величина звезды — +16,1m. Удалён на 1,9 угловой секунды.
Четвёртый компонент (WDS J12436+6001C). Видимая звёздная величина звезды — +20,2m. Удалён на 14,1 угловой секунды.